# Cryptocephalus distinguendus
Cryptocephalus distinguendus là một loài bọ cánh cứng trong họ Chrysomelidae. Loài này được Schneider miêu tả khoa học năm 1792.